# Томка
Объект «Томка» — засекреченный центр немецкого рейхсвера в СССР. Это была школа «химической войны», в которую немцы вложили около 1 млн рейхсмарок. Располагалась в Саратовской области, недалеко от города Вольска (Шиханы). В «Томке» с 1928 года испытывались методы применения отравляющих веществ в артиллерии, авиации, а также средства и способы дегазации зараженной местности.

## История

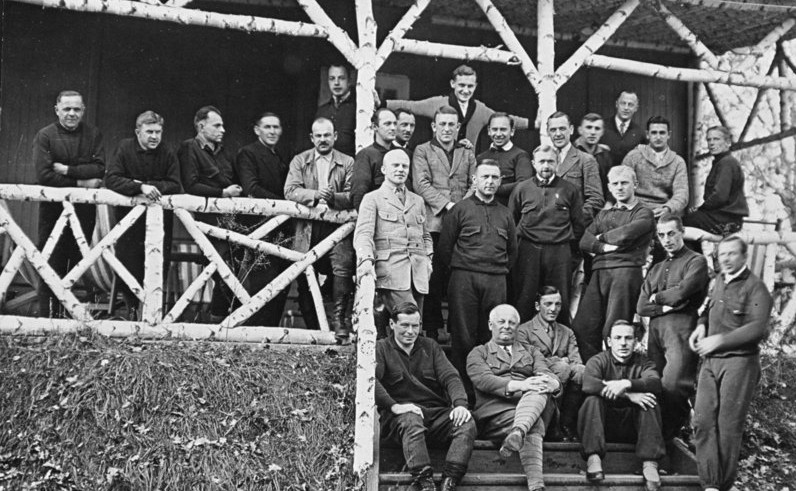
Немецкий персонал в Томке

После заключённого 16 апреля 1922 года во время Генуэзской конференции Рапалльского договора советское руководство разрешило организацию в России объектов для испытания запрещенной Версальским договором военной техники и обучения военных кадров, немецкое руководство обещало, в свою очередь, содействовать экспорту немецкого технического опыта для развития оборонной промышленности России.
Договор о совместных аэрохимических испытаниях был заключен сторонами 21 августа 1926 г. с целью [135] «всесторонней и глубокой проработки интересующего их вопроса». Он действовал в течение одного года и ежегодно не позднее 31 декабря должен был возобновляться и утверждаться обеими сторонами, которые могли вносить в него дополнения и изменения. Как и в большинстве других документов, касавшихся советско-германского военного сотрудничества, участники не назывались своими истинными именами, а получали условные обозначения, в данном случае советская сторона именовалась «М» (Moskau), немецкая сторона — «В» (Berlin). Права и обязанности между партнёрами распределялись поровну.
Техническое руководство опытами находилось в немецких руках, административное руководство — в советских. Первым руководителем «Томки» в 1928 г. был полковник фон Зихерер, а после его смерти в 1929—1933 гг. — генерал-майор Вильгельм Треппер. Обе стороны могли получать образцы всех применявшихся и разработанных при проведении совместных испытаний приборов и их чертежи. Кроме того, договором предусматривалось, что все протоколы испытаний, чертежи, фотоснимки будут выполняться в двойном количестве и равномерно распределяться между сторонами. Все опыты должны были производиться только в присутствии советского руководителя или его заместителя. Они же определяли, кто из советских специалистов будет непосредственно участвовать в опытах. Советская сторона предоставляла в использование свои полигоны и принимала обязательства по обеспечению необходимых условий работы. Немцы брали на себя «обучение в течение опытов „М“-специалистов по всем отраслям опытной работы при условии, что „М“-специалисты будут не только теоретически изучать вопросы, но и практически принимать участие в работах».
Первые испытания проводились сначала на полигоне «Подосинки», располагавшемся под Москвой, близ ж.-д. станции Подосинки. Впоследствии испытания проходили на полигоне «Томка» около ж.-д. станции Причернавская, неподалёку от г. Вольска (Шиханы) Саратовской области. Там проводилась большая часть совместных советско-германских аэрохимических испытаний.